# ダーリントン原子力発電所

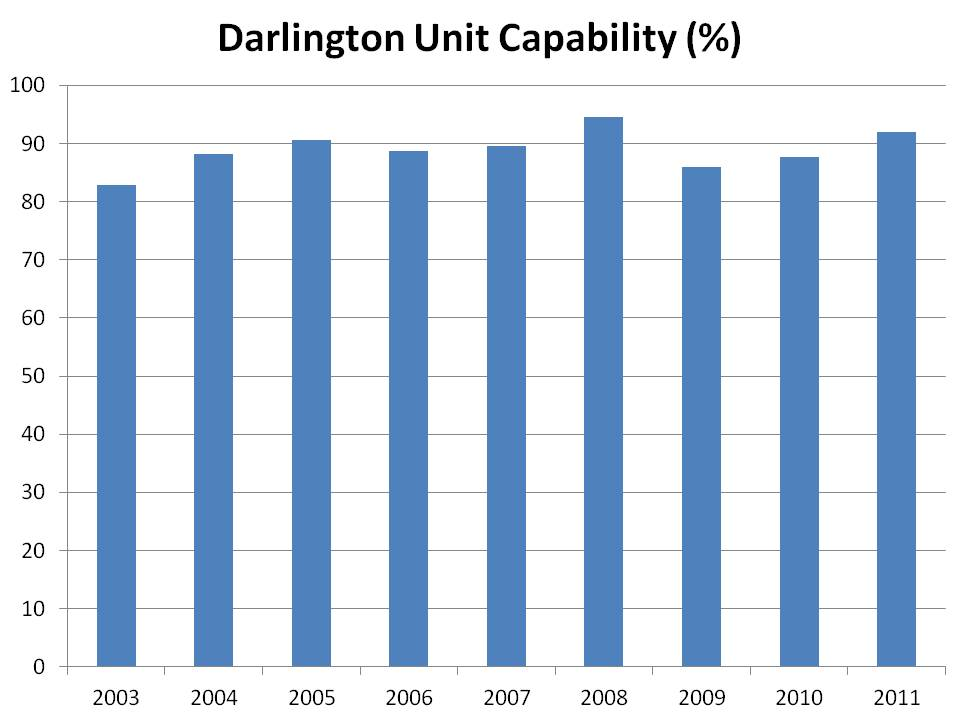
Darlington Unit 1-4 設備利用率, 2003-2011

ダーリントン原子力発電所 （英: Darlington Nuclear Generating Station、DNGS）は、カナダのオンタリオ州クラリントンのオンタリオ湖北岸にあるオンタリオ電力の原子力発電所である。名称は設置当時の地名にちなんでいる。
原子炉の停止システム（shutdown system）が全てコンピュータ制御となった最初の原子力発電所の一つである。緊急時システムを制御するソフトウェアの検収の困難さから、当初カナダ規制当局（原子力管理委員会、AECB）から稼動認可を得られなかった経緯がある。

## 概要
オンタリオ電力ダーリントン原子力発電所は、国有企業オンタリオ・ハイドロにより１９８１年から１９９３年にかけて建設された原子力発電所である。４基のCANDU炉からなる。オンタリオ・ハイドロの５社分割（1999年4月）から、現在はそのうちの１社のオンタリオ電力（Ontario Power Generation, OPG）によって運営されている。
正味の電気出力は3,512 MWで200万人規模の都市を十分カバーできる出力であり、オンタリオ州の電力需要の約20%を賄っている。ダーリントン原子力発電所はオンタリオ電力の保有するCANDU炉の中で最も運用成績が良好で、2008年には設備利用率 94.5%を達成している。

## 建設時の問題
カナダ国内においては、ダーリントン原子力発電所は建設費用の初期予算からの巨額超過で知られている。
当初計画時（1970年代後半）において建設費用は39億カナダドルと見積もられていたが、1981年の建設開始時点で既に74億カナダドルに膨張していた。最終的には建設費用はさらにその倍の144億カナダドルとなったが、その費用超過分の実に70%は建設工事の大きな遅れによる金利負担の増加によるものであった。
なお、そのような大きな遅れが発生した原因としては、電力需要予測の引き下げやオンタリオ・ハイドロの負債問題、建設中に発生したチェルノブイリ原子力発電所事故を受けた追加安全審査などの影響があった。

## 将来計画

### 新設計画
2006年にOPGはダーリントン原発の増設に向け連邦政府の承認を得るプロセスを開始した。これは、4基（合計出力4,800MW）の原子炉を新設・運転するものであった。
設計・建設に係る提案依頼書(request for proposals, RFP) を受け、アレヴァNP、ウェスティングハウス、カナダ原子力公社(AECL)が入札に参加した。 2009年6月にオンタリオ州政府は予想外に入札額が高額であったこと、および入札者（AECL）の将来に関する不確実性を理由として、RFPプロセスを保留にすることを発表した。
2011年8月に、3名からなる合同審査委員会（オンタリオ州環境省およびカナダ原子力安全委員会により義務づけられている）が、「ダーリントン新設プロジェクトは（適切な緩和策を施せば）周囲の環境に何ら悪影響を与えないことが判明した」とする報告書を発表した。これを受けて、連邦政府は環境アセスメントを承認した。
2013年10月になって、オンタリオ州政府は「想定される高額の初期投資および現状 黒字のエネルギー収支を踏まえると、ダーリントン新設プロジェクトがオンタリオ州の長期エネルギー政策において占める位置はない」と宣言した。
ダーリントン新設プロジェクトは長期エネルギー政策において延期されたものの、ダーリントンでの2基新設はオプションとして残されている。

### 改修計画
オンタリオ州エネルギー省は2016年1月11日に、ダーリントン原子力発電所の大規模改修工事を2026年まで10年間かけて行い、運転期間を30年延長すると発表した。これは新設計画の代替となるもので、10月には1基目の作業に取りかかるとしている。また、改修期間中のベースロード電源を確保するため、ピカリング原子力発電所の運転期間は2024年まで延長された。これにより、既存の発電所施設を最大限に活用することを目指している。
改修工事では合計128億カナダドル（約1兆円）を投じ、原子炉 1基ごとに480本の圧力管アセンブリと960本の出入口管を取り替えるほか、タービン発電機や補機類の大部分についても分解・再組立や交換を行う。また、蒸気発生器は運転期間が延長されても適合性は維持されるため交換の必要はないが、検査と同時に細管内部の清掃を行って熱伝達効率の改善を図るとした。

### 廃棄物処理
ダーリントン原発で発生した低レベル・中レベル放射性廃棄物は、オンタリオ州キンカーディン近郊のブルース原子力発電所に併設された西部廃棄物管理施設(Western Waste Management Facility, WWMF)に保管される。 OPGはこれらの低・中レベル廃棄物を長期保管する地層処分場( deep geologic repository, DGR)をWWMF近くの陸上に建設・運営することを提案している。規制当局の承認・認可が保留されているが、地層処分場は2013年から建設し、2018年に運用開始する予定であった。
ダーリントン廃棄物管理施設はダーリントンで発生した使用済み燃料の乾式保管設備であり、水中での初期冷却が済んだものを保管している。施設は2007年に供用開始され、レポートによれば費用・工期とも予定通りであったという。核廃棄物管理機構がカナダの全原子力発電所から発生する使用済み核燃料の恒久保管施設建設地の選定を行っている。

## 年表
2005年インターナショナル・コーポレート・ハビタット・オブ・ザ・イヤーを受賞 (野生生物生息地審議会) 
2007年能力向上賞を受賞 (原子力発電運転者協会) 
サステナビリティ賞20周年記念賞 を受賞(野生生物生息地審議会)
2008年インターナショナル・コーポレート・ハビタット・オブ・ザ・イヤー を受賞(野生生物生息地審議会) 
2009年ウィリアム・H・ハワードC.E.O.賞を受賞(野生生物生息地審議会) 
12月21日、ダーリントン原子力発電所の運転員が微量の三重水素を含んだ20万リットルの水を誤ってオンタリオ湖に放出してしまう事故が発生。この水はタンクに貯蔵されていたもので、運転系統から出たものではなく、放出された三重水素の量は月間許容放出量の0.1%相当だった。
2011年12月に無破損運転1200万時間を達成
2012年12月の公聴会を受けて、カナダ原子力安全委員会は2013年2月にダーリントン原発の運転許可期限を2013年5月1日から2014年12月31日まで延長すると発表した。